# 51 Samodzielny Pułk Artylerii Samochodowej
51 Pułk Artylerii Samobieżnej (51 pas) – oddział artylerii samobieżnej ludowego Wojska Polskiego.
Formowany w Modlinie według tych samych założeń jak 49 pas. Tworzenie rozpoczęto 1 maja 1945. W chwili zakończenia wojny w pułku było 51 ludzi, w tym  7 oficerów, 15 podoficerów, 29 szeregowców oraz samochód. Dział samobieżnych do zakończenia wojny pułk nie otrzymał.